# Ивовая краевая галлица
Ивовая краевая галлица (лат. Rabdophaga marginemtorquens) — вид двукрылых рода Rabdophaga из семейства галлицы (Cecidomyiidae). Встречается в Европе. Вызывают образование галлов на ивах.

## Таксономия
Вид был впервые описан в 1847 году швейцарским энтомологом Иоганном Якобом Бреми-Вольфом (1791—1857) под первоначальным названием Cecidomyia marginemtorquens Bremi, 1847. 

## Внешний вид галлов

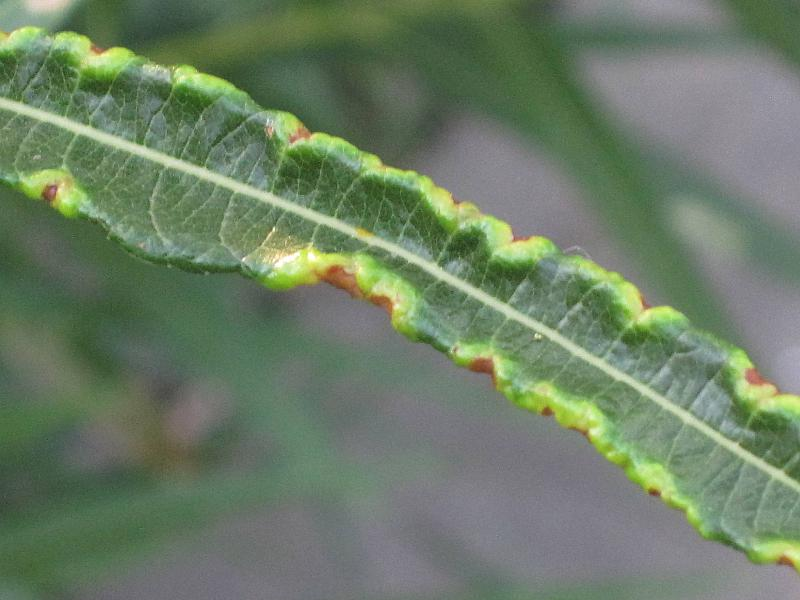
Галлы ивовой краевой галлицы

Яйца откладываются весной между чешуйками почек. Галл представляет собой короткий или длинный нисходящий безволосый валик, содержащий одну или несколько желтовато-красных или оранжевых личинок. Галлы имеют разную длину, часто срастаются и часто имеют оранжевые, красные или белые пятна. В году бывает два-три поколения, причем летние поколения окукливаются в галле, а осенние — в почве.
Встречается на белой иве (Salix alba), козьей иве (Salix caprea), иве пепельной (Salix cinerea), европейской волчниковой или фиалковой иве (Salix daphnoides), оливковой иве (Salix elaeagnos) и пурпурной иве (Salix purpurea) и иве прутовидной (Salix viminalis). Согласно Redfern et al (2011), галлы обнаружены только у S. viminalis в Великобритании.

## Инквилины
Вид Rabdophaga roskami (Stelter, 1989) вероятно является инквилином в галлах R. marginemtorquens.

## Распространение
Насекомое было обнаружено в Армении, Германии, Великобритании, Литве, Нидерландах и Швеции.